# Diffusione fotonica
La diffusione fotonica è una situazione nella quale i fotoni viaggiano attraverso un materiale senza esserne assorbiti, ma, subendo ripetuti fenomeni di scattering, cambiano la direzione del loro percorso.
Il tragitto di un fotone è, a tutti gli effetti, una passeggiata aleatoria.

## Medicina
Nella scienza medica, la diffusione fotonica può essere sfruttata per riprodurre immagini del corpo del paziente, specialmente per quanto riguarda cervello e mammelle.
Ciò ha contribuito allo sviluppo di alcuni settori della ricerca, come ad esempio le neuroscienze.